# الهقار (غواصة)
الهقار 032 هي غواصة هجومية روسية من فئة كيلو 636.1 تابعة للقوات البحرية الجزائرية.  مخصصة للعمليات المضادة للسفن والغواصات في المياه الضحلة.  تم إطلاقها سنة 2019. 

## خصائص تقنية
يبلغ طول الغواصة 72.6 مترًا وعرضها 9.9 مترًا وتبلغ إزاحتها 2350 مترًا مكعبًا على السطح و 3950 مترًا تحت الماء. وهي مجهزة بمحركي ديزل دي جي 30 ومحرك كهربائي بي جي -141 إم، مما يمكنها من الوصول إلى سرعة 19.8 كيلومتر في الساعة في السطح و46 كيلومتر في الساعة تحت الماء.
غواصات المشروع 636 تشتمل على أنظمة سونار متقدمة ومزودة بستة أنابيب لإطلاق الطوربيد عيار 533 ملم، وهي قادرة على استيعاب حتى 18 طوربيدًا و24 لغمًا من طراز إيه إم-1. تمتاز الغواصة أيضًا بتسليحها بأربعة صواريخ كروز من طراز 3أم-54 كاليبر، والتي تتمتع بمدى يصل إلى 300 كيلومتر وتصلح للاستخدام في الهجمات البرية أو لاستهداف السفن. ويتكون طاقمها من 52 رجلاً. 

## مقالات ذات صلة
- رايس حاج مبارك
- أكرم باشا
- مصالي الحاج
- وارسينيس
- الحاج سليمان